# Centre commercial du Mesnil Roux
 (février 2011).
Si vous disposez d'ouvrages ou d'articles de référence ou si vous connaissez des sites web de qualité traitant du thème abordé ici, merci de compléter l'article en donnant les références utiles à sa vérifiabilité et en les liant à la section « Notes et références ».
Le centre commercial du Mesnil Roux est un centre commercial régional situé sur la commune de Barentin, en Seine-Maritime. 
Ce centre est desservi par l'A150 sur l'axe Rouen-Yvetot.

## Histoire
Ouverture du centre commercial du Mesnil Roux en 1973 avec l'un des premiers hypermarchés Carrefour.
Aujourd'hui, le centre commercial régional du Mesnil Roux est parmi les plus importants de Haute-Normandie avec un hypermarché d'une surface de vente de 14 000 m2, une galerie marchande de 20 000 m2 et un parking de 2 150 places.
La zone commerciale de Barentin représente à elle-seule 2 500 emplois répartis dans un total de 215 entreprises.
Depuis les années 2000, la zone commerciale de Barentin s'agrandit avec la zone commerciale de la Carbonnière, puis celles du Parvis des Senteurs (situées sur les communes de Roumare et Pissy-Poville).

## Accès
- Parking Centre Commercial du Mesnil Roux Barentin de 2150 places.
- A 150 sur l'axe Rouen-Yvetot.
- D 67
- D 143 B
- Train Rouen/Barentin
- Ligne de Bus 526 Rouen-Pavilly-Yerville/Yvetot.(NOMAD)